# Tiro nos Jogos Paralímpicos de Verão de 2012 - Carabina de ar 10 m feminino SH1
A prova de carabina de ar 10 metros feminino na classe SH1 do tiro nos Jogos Paralímpicos de Verão de 2012 foi disputada no dia 30 de agosto no The Royal Artillery Barracks, em Londres.

## Medalhistas
| Ouro   | CHN Zhang Cuiping      |
| Prata  | GER Manuela Schmermund |
| Bronze | AUS Natalie Smith      |

## Resultados

### Fase de qualificação
| Pos. | Atleta                  | 1   | 2   | 3  | 4   | Total | Notas |
| ---- | ----------------------- | --- | --- | -- | --- | ----- | ----- |
| 1    | CHN Zhang Cuiping       | 99  | 98  | 99 | 100 | 396   | Q     |
| 2    | THA Wasana Keatjaratkul | 99  | 98  | 97 | 99  | 393   | Q     |
| 3    | SVK Veronika Vadovičová | 100 | 97  | 98 | 98  | 393   | Q     |
| 4    | AUS Natalie Smith       | 98  | 99  | 97 | 98  | 392   | Q     |
| 5    | KOR Lee Yoo-Jeong       | 98  | 97  | 97 | 99  | 391   | Q     |
| 6    | KOR Lee Yun-Ri          | 98  | 96  | 99 | 98  | 391   | Q     |
| 7    | GER Manuela Schmermund  | 98  | 100 | 96 | 97  | 391   | Q     |
| 8    | AUS Libby Kosmala       | 99  | 96  | 98 | 98  | 391   | Q     |
| 9    | GBR Deanna Coates       | 99  | 98  | 98 | 94  | 389   |       |
| 10   | CHN Dang Shibei         | 98  | 98  | 97 | 96  | 389   |       |
| 11   | SWE Lotta Helsinger     | 94  | 97  | 97 | 99  | 387   |       |
| 12   | GBR Karen Butler        | 97  | 97  | 95 | 95  | 384   |       |
| 13   | CHN He Huan             | 98  | 96  | 96 | 94  | 384   |       |
| 14   | FRA Delphine Fischer    | 94  | 96  | 95 | 97  | 382   |       |
| 15   | GER Natascha Hiltrop    | 96  | 93  | 97 | 95  | 381   |       |
| 16   | GBR Amanda Pankhurst    | 95  | 94  | 94 | 97  | 380   |       |
| 17   | POL Jolanta Szulc       | 96  | 94  | 92 | 92  | 374   |       |
| 18   | IRQ Farah Al-Waeli      | 92  | 94  | 94 | 93  | 373   |       |
| 19   | ITA Azzurra Ciani       | 91  | 95  | 91 | 92  | 369   |       |

### Fase final
| Pos.   | Atleta                  | Qual. | 1    | 2    | 3    | 4    | 5    | 6    | 7    | 8    | 9    | 10   | Final | Total |
| ------ | ----------------------- | ----- | ---- | ---- | ---- | ---- | ---- | ---- | ---- | ---- | ---- | ---- | ----- | ----- |
| Ouro   | CHN Zhang Cuiping       | 396   | 10.7 | 10.6 | 10.4 | 10.0 | 10.8 | 10.4 | 10.8 | 10.4 | 10.5 | 10.3 | 104.9 | 500.9 |
| Prata  | GER Manuela Schmermund  | 391   | 10.2 | 10.1 | 10.0 | 10.5 | 10.3 | 10.3 | 10.5 | 10.6 | 10.6 | 9.5  | 102.6 | 493.6 |
| Bronze | AUS Natalie Smith       | 392   | 10.7 | 10.7 | 9.2  | 9.7  | 9.6  | 10.7 | 10.1 | 9.6  | 9.6  | 10.5 | 100.4 | 492.4 |
| 4      | KOR Lee Yun-Ri          | 391   | 10.2 | 9.7  | 10.4 | 10.3 | 10.0 | 10.0 | 10.0 | 10.4 | 10.3 | 10.0 | 101.3 | 492.3 |
| 5      | THA Wasana Keatjaratkul | 393   | 10.2 | 9.9  | 10.5 | 9.1  | 9.9  | 10.0 | 9.9  | 9.9  | 10.1 | 9.8  | 99.3  | 492.3 |
| 6      | KOR Lee Yoo-Jeong       | 391   | 9.9  | 9.3  | 9.6  | 9.8  | 10.4 | 10.4 | 9.8  | 10.8 | 10.2 | 10.7 | 100.9 | 491.9 |
| 7      | SVK Veronika Vadovičová | 393   | 10.2 | 9.7  | 10.1 | 9.9  | 10.1 | 9.7  | 8.8  | 9.1  | 10.6 | 10.1 | 98.3  | 491.3 |
| 8      | AUS Libby Kosmala       | 391   | 8.6  | 9.7  | 10.8 | 9.6  | 10.2 | 8.9  | 9.6  | 10.6 | 9.9  | 9.8  | 97.7  | 488.7 |

Legenda
| Recorde mundial      | Recorde mundial (World record)               |                       | Recorde africano                      | Recorde africano (African) |                                           | Q | Classificado por posição (Qualified) |
| Recorde paralímpico  | Recorde paralímpico (Paralympic record)      | Recorde da América    | Recorde da América (Americas)         | q                          | Classificado por melhor tempo (Qualified) |   |                                      |
| Melhor marca do ano  | Melhor marca do ano (World leading)          | Recorde asiático      | Recorde asiático (Asian)              | DNS                        | Não largou (Did not start)                |   |                                      |
| Recorde nacional     | Recorde nacional (National record)           | Recorde europeu       | Recorde europeu (European)            | DNF                        | Não terminou (Did not finish)             |   |                                      |
| Recorde pessoal      | Recorde pessoal do atleta (Personal best)    | Recorde da Oceania    | Recorde da Oceania (Oceania)          | DSQ / DQ                   | Desclassificado (Disqualified)            |   |                                      |
| Recorde da temporada | Recorde da temporada do atleta (Season best) | Recorde sul-americano | Recorde sul-americano (South America) | NM                         | Sem marca (No mark)                       |   |                                      |